# هلی مالونگو ایرویز
هلی مالونگو ایرویز (به انگلیسی: Heli Malongo Airways) یک شرکت هواپیمایی است. دفتر مرکزی هلی مالونگو ایرویز در لوآندا، آنگولا واقع شده‌است.